# 圣厄拉利当斯
圣厄拉利当斯（法語：Sainte-Eulalie-d'Ans，法語發音：[sɛ̃t ølali dɑ̃s]）是法国多尔多涅省的一个市镇，属于佩里格区。

## 地理
圣厄拉利当斯（45°14'49"N, 1°1'6"E）面积11.83 平方千米，位于法国新阿基坦大区多爾多涅省，该省份为法国西南部内陆省份，是法國本土面积第三大的省，大致对应佩里戈尔地区，北起顺时针与夏朗德省、上维埃纳省、科雷兹省、洛特省、洛特-加龙省、吉倫特省和滨海夏朗德省接壤。
与圣厄拉利当斯接壤的市镇（或旧市镇、城区）包括：图尔图瓦拉克、舒尔尼亚克、加比尤、屈布雅克-欧韦泽尔-瓦勒当斯、库洛尔。
圣厄拉利当斯的时区为UTC+01:00、UTC+02:00（夏令时）。

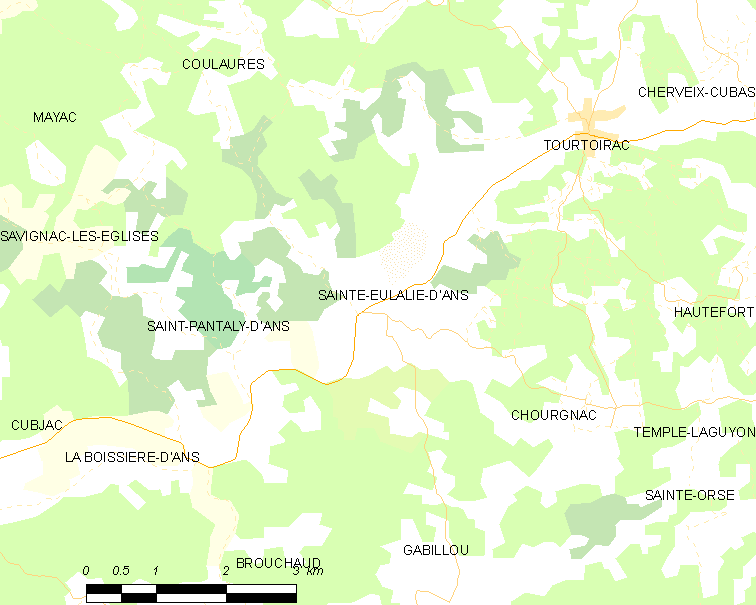
圣厄拉利当斯的OSM定位图

## 行政
圣厄拉利当斯的邮政编码为24640，INSEE市镇编码为24401。

## 政治
圣厄拉利当斯所属的省级选区为上黑色佩里戈尔县。

## 人口

1962-2008年间圣厄拉利当斯人口变化图示

圣厄拉利当斯于2022年1月1日时的人口数量为296人。